# Alte Prager Hütte
De Alte Prager Hütte is een berghut in Oost-Tirol in de Oostenrijkse deelstaat Tirol. De berghut ligt op een hoogte van 2489 meter, ten zuidoosten van de Großvenediger.
De berghut is eigendom van de sectie Oberland in München van de Deutsche Alpenverein.
Startpunt van de tocht naar de hut vormt het plaatsje Matreier Tauernhaus (1512 meter) in het Tauerntal, dat met de auto en met de bus (lijn Kitzbühel-Lienz) bereikbaar is. Vanaf daar rijden een taxi, een paardenkoets en een door middel van een tractor aangedreven boemeltrein naar het Innergschlöß (Venedigerhaus, 1725 meter). Dit in het Gschlößtal gelegen plaatsje is ook te voet in ongeveer 3½-4 uur bereikbaar vanuit Matreier Tauernhaus.

## Tochten naar andere hutten
Vanaf de Alte Prager Hütte is een groot aantal andere hutten bereikbaar.
- Neue Prager Hütte: 1 uur
- St. Pöltener Hütte: 5 uur
- Badener Hütte: 4 uur
- Fürther Hütte: 5 uur
- Kürsinger Hütte: 6 uur
- Defreggerhaus: 6 uur
- Thüringer Hütte: 5 uur

## Dagtochten in de omgeving
- Vorderer Kesselkopf (2997 meter), II: half uur
- Großvenediger (3674 meter): 4½ uur
- Kleinvenediger (3477 meter): 4 uur
- Hohes Aderl (3504 meter): 4 uur
- Rainerhorn (3560 meter): 4½ uur
- Schwarze Wand (3511 meter): 4 uur
- Hoher Zaun (3467 meter): 4½ uur
- Kristallwand (3329 meter): 5½ uur

## Panorama's

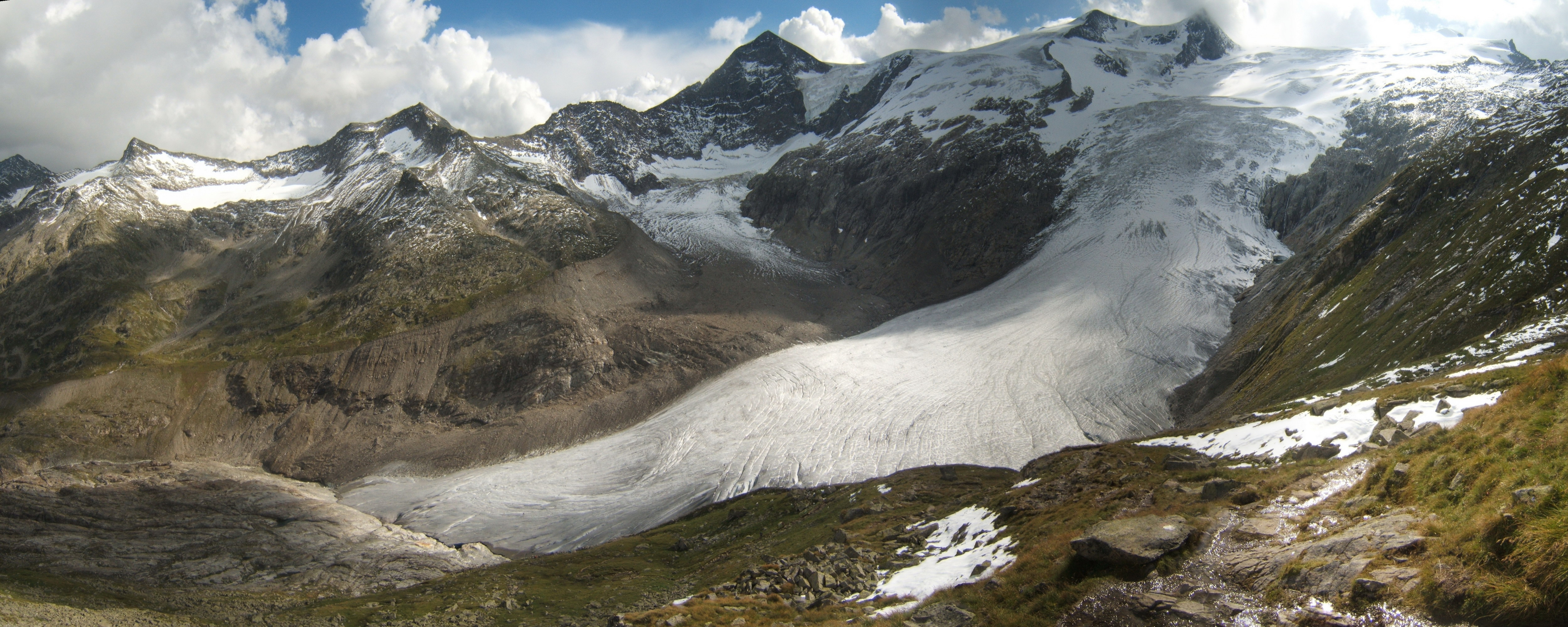
Blik vanaf de hut over de Venedigergroep

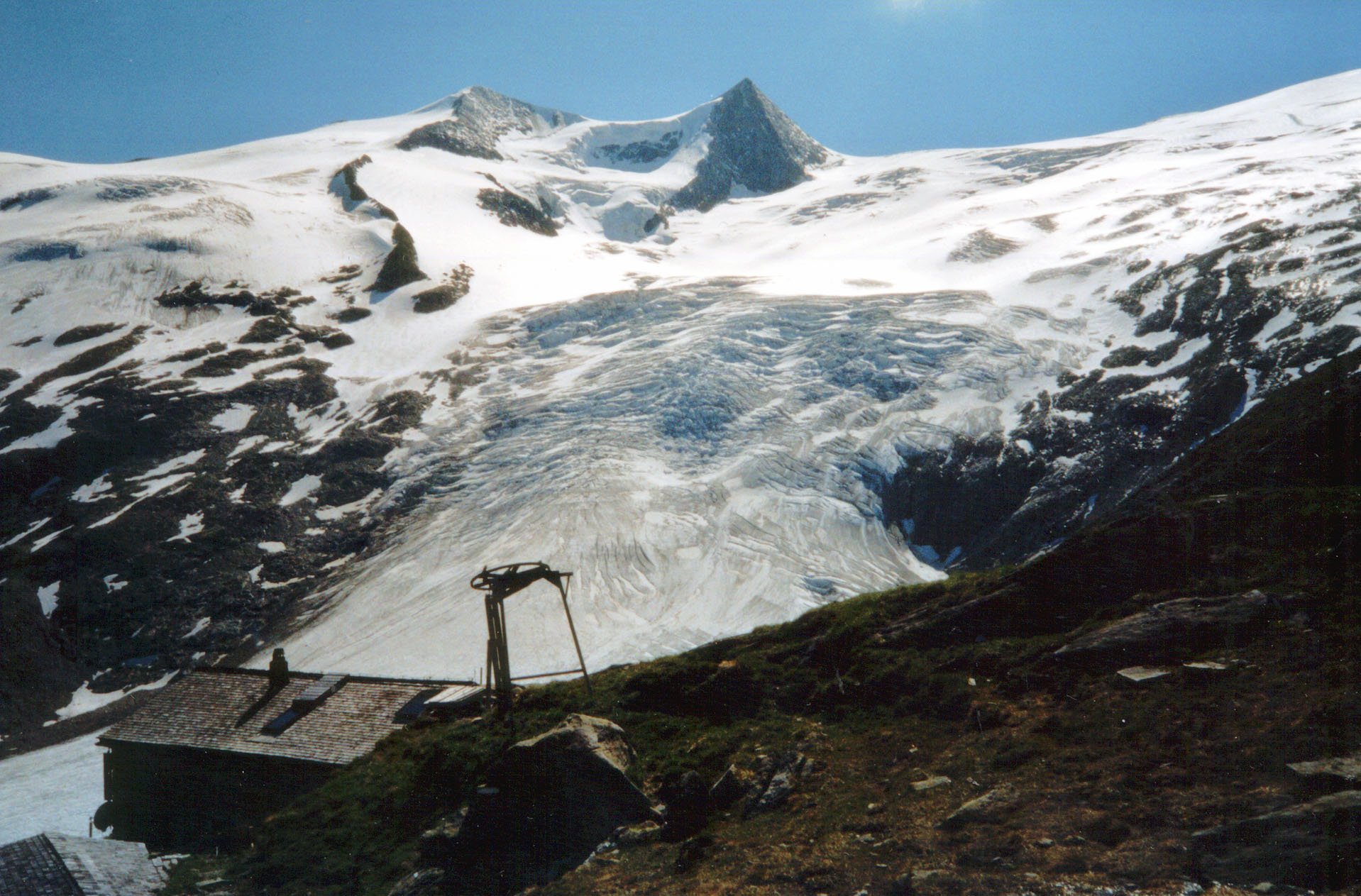
Eenzelfde blik, nu vanaf een punt hogergelegen dan de hut